# Meilenstein (Wörlitz Nord)

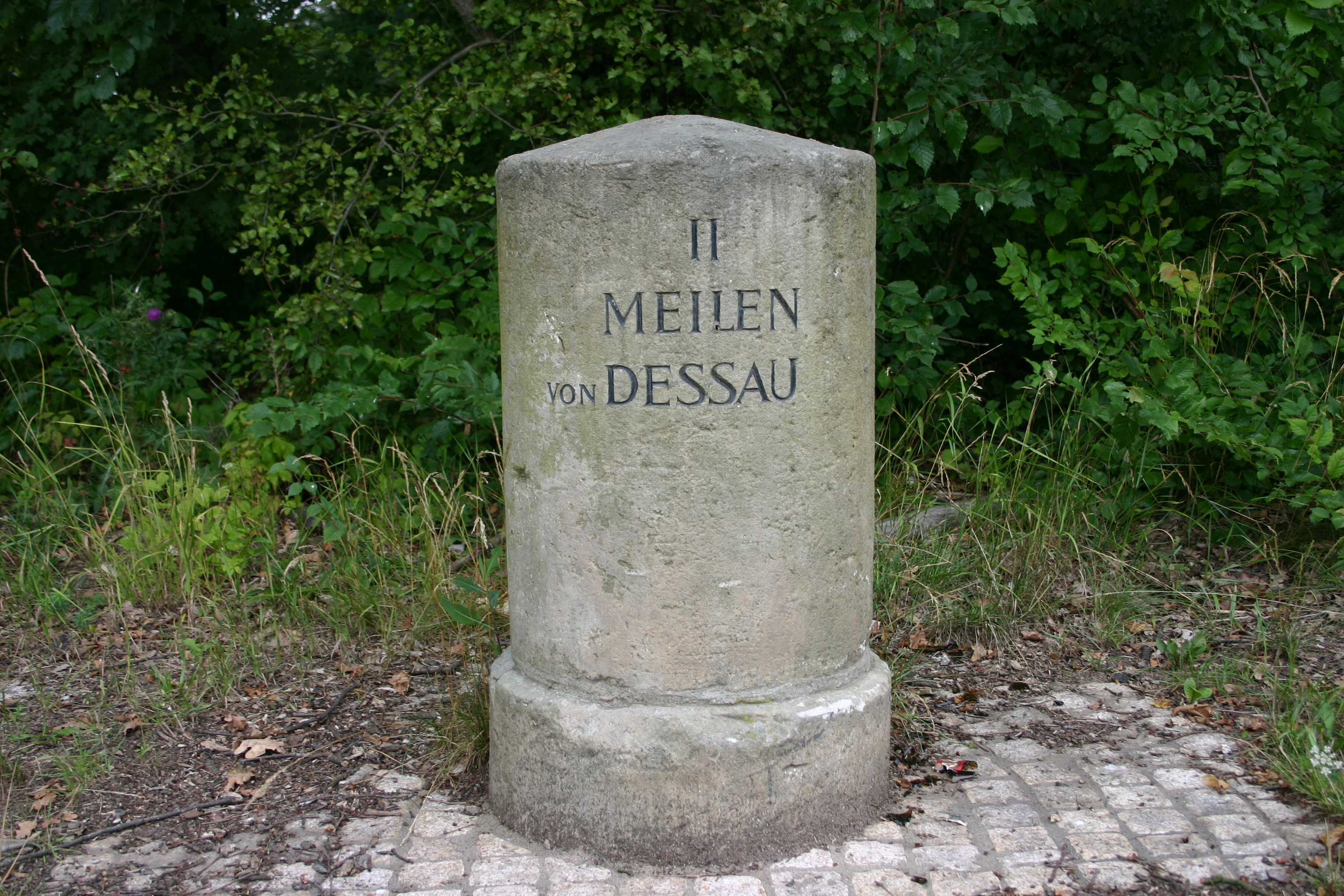
Anhaltischer Meilenstein bei Wörlitz

Der Meilenstein nördlich bei Wörlitz ist ein Kleindenkmal in der Stadt Oranienbaum-Wörlitz im Landkreis Wittenberg in Sachsen-Anhalt. Er steht unter Denkmalschutz und ist im Denkmalverzeichnis mit der Erfassungsnummer 094 40465 als Baudenkmal eingetragen.

## Lage
Der Meilenstein steht nördlich von Wörlitz an der Kreisstraße 2376 (bis 2007 Bundesstraße 107). Diese zweigt westlich von Wörlitz von der Hauptverbindung Dessaus zur damaligen anhaltischen Landesgrenze bei Rehsen ab und führt nach Coswig (Anhalt). An solchen Abzweigen begann jeweils eine separate Reihung. Der erste Meilenstein ist nicht erhalten, ob es einen dritten gab, ist nicht sicher geklärt.

## Form und Inschriften
Die anhaltischen Ganzmeilensteine sind stets Rundsockelsteine. Ihre Form wie auch ihre Abstände orientierten sich an den preußischen Meilensteinen ihrer Entstehungszeit. Von Stein zu Stein betrug die Entfernung daher 7532 Meter, was einer preußischen Meile entsprach. Diese Meilensteine wurden kurz nach 1850 entlang der wichtigsten Straßen Anhalts aufgestellt, wobei hier im Gegensatz zu Preußen keine Unterscheidung zwischen Staats-Chaussee, Kreis-Chaussee oder auch fiskalischer Straße gemacht wurde. 
Die Inschrift lautet II Meilen von Dessau. Wir befinden uns hier also 15 Kilometer vom Schloss bzw. Markt in Dessau entfernt. Anfang der 1870er Jahre wurde die Meile minimal angeglichen und war dann so lang wie 7500 Meter. Der Zwei-Meilen-Stein an der Hauptstrecke befindet sich im Osten von Wörlitz. Der graue Sandsteinzylinder wurde um 1990 restauriert, nachdem er umgeworfen worden war. Im Jahr 2005 wurde der Stein umpflastert.